# (471165) 2010 HE79
(471165) 2010 HE79 – planetoida, obiekt transneptunowy należący do grupy plutonków. Planetoida ta została odkryta 21 kwietnia 2010 roku w programie OGLE-IV przez zespół astronomów Uniwersytetu Warszawskiego pod kierownictwem prof. Andrzeja Udalskiego przy użyciu kamery obrazującej niebo zainstalowanej przy 1,3 m teleskopie w Obserwatorium Las Campanas. Planetoida nie ma jeszcze nazwy, a jedynie numer i oznaczenie tymczasowe.

## Orbita
(471165) 2010 HE79 okrąża Słońce w ciągu ok. 245 lat w średniej odległości ok. 39 j.a. Nachylenie jej orbity względem ekliptyki to ok. 16°, a mimośród jej orbity wynosi ok. 0,18.

## Właściwości fizyczne
Średnica planetoidy (471165) 2010 HE79 szacowana jest na ok. 420 km.
Planetoida ta wraz z (471143) Dziewanna, 2010 EL139 i 2010 FX86 jest jedną z czterech dużych planetoid transneptunowych odkrytych w 2010 roku przez polskich astronomów.